# Expédition d'Alger (1775)
Pour les articles homonymes, voir Expédition d'Alger.
Guerres algéro-hispaniques
L’expédition d'Alger de 1775, est une tentative majeure de l'Empire espagnol de s'emparer d'Alger, alors capitale de la régence d'Alger. L’expédition est menée par Alejandro O'Reilly et se solde par un échec lourd face aux troupes menées par Mohamed Ben Othmane le dey d'Alger et son gouvernement. L'effort de guerre de part et d'autre est considérable. Les Espagnols emportent avec eux un contingent de 22 000 hommes, 300 navires et un matériel de guerre considérable. Face à eux la mobilisation algérienne est importante. 
Le dey d'Alger mobilise tous les beyliks qui envoient des contingents.

## Préparatifs
Au cours de l'année 1775, un espion étranger informe le dey d'Alger, Mohamed Ben Othmane, de l’arrivée d'une armada espagnole dont les projets sont de s'emparer d'Alger. C'est en réalité une expédition de grande envergure, minutieusement préparée par l'Espagne depuis 5 à 6 ans et placée sous le commandement d'un général d'origine irlandaise, O'Reilly. 
Mohamed Ben Othmane fait donc immédiatement appel à ses trois beys : le bey de Constantine Salah Bey, Bey du Titteri Mustapha El Ouaznadji Ben Souleimain et le bey de l'Ouest Ibrahim Bey. Le bey de l'Ouest Ibrahim Bey, envoie son khalifa Mohamed el-Kebir ; en effet il doit veiller personnellement à la surveillance de la place d'Oran tenue par l'Espagne et dont les Algériens soupçonnent une diversion pour s'emparer de Mostaganem. Mohamed el-Kebir et 4,000 cavaliers makhzen des Douars rejoindre la Mehalla du khaznadji (vizir, Premier ministre, trésorier...) Hassan. Salah Bey prend la tête de ses contingents de chameliers, et se positionne près de l'embouchure de l'oued el Harrach ; le bey du Titteri avec des contingents kabyles et quelques cavaliers se positionne à Tamentfoust.

## Déroulement
Le 29 juin, la flotte espagnole est en vue, la défense se met en place. Le dey d'Alger Mohamed Ben Othmane prend la tête d'un corps de 4 000 cavaliers et se place au niveau du casernement de Aïn Rbat. Les soldats sont inscrits dans divers mehallas (camp volant) qui sont placés sous les ordres de ministres : celle de Aïn Rbat (40 tentes) sous les ordres du Khaznadji Hassan, celle de Bab el Oued (20 tentes) sous les ordres du Khodjet al Khil (ministre chargé des haras et des domaines), Moustapha Khodja, et celui de l'Oued Khnis (40 tentes) commandé par Ali, l'Agha al mahalla (ministre chargé de l'armée de terre). Le vendredi 30 juin, les Espagnols jettent l'ancre dans la baie d'Alger à hauteur de la rive orientale de l'oued el Harrach. Le 1er juillet, la vigie de Bouzaréah annonce l'arrivée d'une seconde flotte plus imposante. L'armada se compose de six vaisseaux de ligne, 14 frégates, 24 galiotes à bombe et 340 navires de transport. Le 2 juillet, un canot sonde la profondeur de l'eau à hauteur de Aïn Rbat et durant 3 jours les Espagnols se préparent à débarquer. Le 6 juillet, un navire espagnol attaque le fort de l'oued Khnis et détruit une partie de l'enceinte. Une attaque similaire le soir même sur le fort de Aïn Rbat n'a pas le même succès, car le fort riposte plus efficacement et touche la proue du navire. Le 8 juillet, les navires bombardent les environs de El Harrach pour préparer le débarquement. 
D'après les récits arabes, après le débarquement, les Espagnols construisent une énorme metres (redoute, retranchement) d'une longueur de 1 000 pas derrière laquelle ils retranchent une forte artillerie. Les Espagnols lancent alors un assaut sur la ville. L'armée du dey s'avance pour les affronter près de la ville. La bataille tourne au désastre pour les Espagnols, notamment en raison d'une brillante charge de cavalerie menée par le contingent de l'ouest qui est commandé par Mohamed el-Kebir. Le désarroi des troupes espagnoles est total lorsque Salah Bey lance ses contingents de chameaux à la charge et coupe le chemin de la retraite vers les bateaux. Selon un ouvrage en arabe, le Djoumani les Espagnols perdirent 8 000 hommes et eurent 3 000 blessés. Les Algériens perdent 300 soldats . Accablé par ce désastre, les Espagnols profitent de la nuit pour embarquer et abandonnent 17 canons de cuivre et du matériel.